# مارك دوبرول
مارك دوبرول Mark Dubrulle (26 يناير 1943) هو مستشار بلجيكي وناشط بيئي. 
حاضر في العديد من الجامعات في بلجيكا وفرنسا وإيطاليا والمملكة المتحدة. وكان مندوبًا بلجيكيًا في مؤتمر الأمم المتحدة الأول المعني بالبيئة البشرية في ستوكهولم (1972)، وهو الرئيس السابق للجمعية الأوروبية للبيئة والتنمية (ESED)، انضم إلى لجنة السياسات التابعة للمجلس الدولي للنفط والبيئة (ICOE) في إدنبرة.في السبعينيات والثمانينيات عمل بشكل وثيق مع الفيلسوف السويسري دينيس دي روجمون كمستشار للمركز الأوروبي للثقافة.
ألف العديد من المقالات حول القضايا البيئية والاتصالات وأوروبا والهويات الثقافية. منها:
- مستقبل التشريعات البيئية الأوروبية والتبعية، محرر، مطبعة الجامعات الأوروبية – PIE، 1992
- الإقليمية والفدرالية والإيكولوجية: قواعد ثقافية واقتصادية جديدة من أجل اتحاد أوروبا (1995)
- مآزق ووجهات نظر في البيئة السياسية ، سيريس، تولوز، 1997
- الهويات الثقافية والمواطنة الأوروبية ، PIE Peter Lang AG، 2009